# Cuando grita la piel
Cuando grita la piel es un disco completamente pop, Edith Márquez con este disco da un giro al cambiar de género musical, ya que los primeros tres discos son una mezcla de balada y ranchero principalmente, este disco es completamente pop latino.
Grabado en la ciudad de Miami, Florida, bajo la producción del exitoso compositor y productor pop Kike Santander. El álbum da un giro completamente diferente al de los 4 discos anteriores siendo el Pop el género principal de este disco, aunque en algunas canciones como "De Nuevo Tú", Como Perdí tu Amor", "Donde va el Amor", ataca nuevamente el desamor siendo el lema principal de los tres primeros discos de Edith Márquez.
Cuando Grita La Piel” es también el nombre del primer sencillo y junto con este tema, Edith Márquez interpreta temas inéditos del reconocido cantante y compositor español David DeMaría, así como de Antonio Rayo “Rayito” (Cristian Castro y David Bisbal), William Paz (Marc Anthony, Yahir), Claudia Brant (Luis Fonsi, DJ Kane, Santana, Olga Tañón), y por supuesto, un tema de Kike Santander.
Además de incluir en Estados Unidos un bonus track debido al éxito del tema "De La Luna" de la telenovela Peregrina interpretado por Edith, la canción le permitió que la cantante fuese conocida en los Estados Unidos.
Este disco logró vender más de 50 mil copias en aproximadamente un año, aun con que el disco recibió buenas críticas por el buen trabajo que se realizó en él, es por esta razón que Edith Márquez termina la relación laboral con Warner Music, por la escasa promoción que está disquera le dio.

## Lista de canciones
|    | Título                   | Escritura                                       | Duración |
| -- | ------------------------ | ----------------------------------------------- | -------- |
| 1  | "Cuando Grita La Piel"   | Kike Santander                                  | 04:05    |
| 2  | "Dónde Va El Amor"       | Jon Montalban                                   | 04:25    |
| 3  | "Me Faltas Tanto"        | Rafael Esparza, María Isabel Saavedra           | 04:21    |
| 4  | "Caprichoso Amor"        | Marco Flores                                    | 03:45    |
| 5  | "Quién Vive En Tu Piel"  | David DeMaria, David Santisteban, Pablo Minilla | 04:20    |
| 6  | "Sedúceme"               | Alberto Sánchez                                 | 04:19    |
| 7  | "Cómo Perdí Tu Amor"     | José Miguel Velásquez                           | 03:56    |
| 8  | "De Nuevo Tú"            | Claudia Brant                                   | 03:57    |
| 9  | "Perdida"                | Alberto Sánchez                                 | 03:56    |
| 10 | "Fuego y Pasión"         | William Paz, Antonio Rayo, Rafa Vergara         | 03:35    |
| 11 | "De La Luna (Peregrina)" | Juan Eduardo Murguia, Mauricio L. Arriaga       | 03:41    |

## Sencillos
1. "Cuando Grita La Piel".
2. "Dónde Va El Amor".
3. "De La Luna (Peregrina)" #3 (MEX).

## Videos
| Año  | Video                  | CD                   | Director | Detalles |
| ---- | ---------------------- | -------------------- | -------- | --- |
| 2005 | Cuando Grita la Piel   | Cuando Grita la Piel |          | Primer video y sencillo del quinto disco de la cantante, el cual narra la historia de una pareja, que necesita amor, pasión en su vida de pareja. |
| 2005 | De La Luna (Peregrina) | Cuando Grita la Piel |          | Entrada de la telenovela Peregrina. |

## Músicos
| Nombre                                             | Instrumento                  |
| -------------------------------------------------- | ---------------------------- |
| Edith Márquez                                      | cantante                     |
| Lee Sklar                                          | bajo                         |
| Miguel Peña, Fernando de Santiago y Peter Scrabeak | guitarra, guitarra eléctrica |
| John Robinson                                      | batería                      |
| Alejandro Monroy                                   | teclados                     |
| Ludovico Vagnone                                   | Guitarras españolas          |
| Manuel Machado                                     | Trompeta                     |
| Diego Galaz                                        | Violín                       |
| Ove Larsson                                        | Trombón                      |
| Bobby Martínez                                     | Saxos                        |